# Sai Kung (distrito)
O distrito de Sai Kung é o segundo maior distrito, em termos de área, dentre os 18 distritos de Hong Kong e é um dos 9 distritos dos Novos Territórios.  Ele compreende a metade sul da península de Sai Kung e a península Clear Water Bay nos Novos Territórios, mais uma faixa ao leste de Kowloon. O centro administrativo é a cidade de Sai Kung, mas a população do distrito está concentrada em Tseung Kwan, "A Cidade Nova". O distrito é o segundo com maior número de moradores jovens. Consiste em áreas rurais, a nova cidade e mais de 70 ilhas de vários tamanhos. A característica única do distrito são os costumes tradicionais das aldeias rurais. 